# Christian Zierhofer

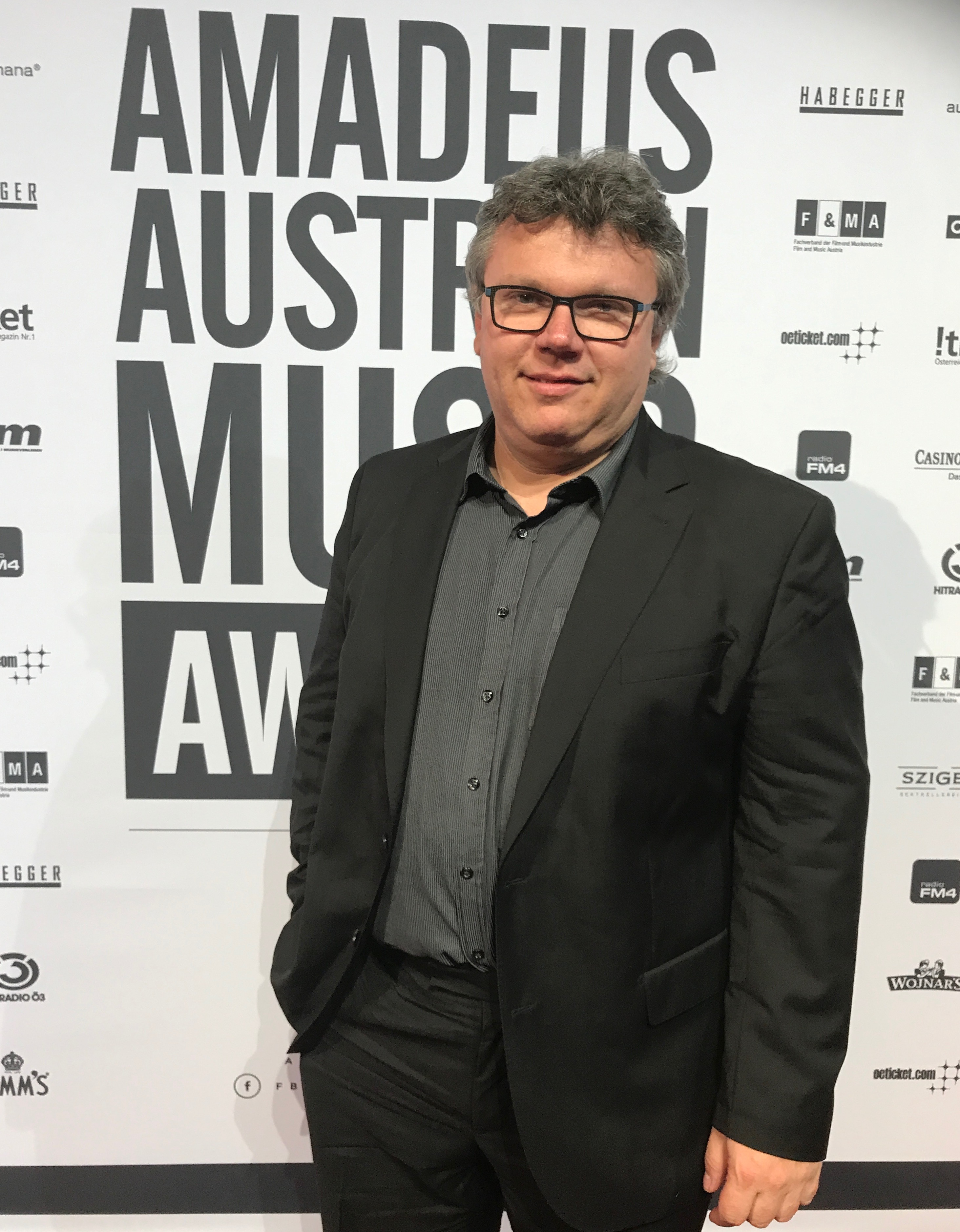
Christian Zierhofer 2017

Christian Zierhofer (* 1967 in Mödling, Niederösterreich) ist ein österreichischer Musikproduzent, Komponist und Geschäftsführer von Stella Musica.

## Leben
Zierhofer ist Sohn des Steinmetzes Peter und der Handarbeitslehrerin Rosalia Zierhofer. Mit 9 Jahren begann er auf dem Akkordeon zu spielen, mit 12 Jahren folgte der erste Klavierunterricht. Nach der Matura am BORG Wiener Neustadt studierte er 1986 an der Pädagogischen Akademie in Baden bei Wien für das Lehramt an Hauptschulen in Deutsch und Musikerziehung. Während des Studiums arbeitete er parallel als Studio- und Live-Musiker. Von 1982 bis 1995 war er Tanzmusiker in regionalen Coverbands, den „Bugsy Malone“ und später den „Bunnies“. Die ersten Musikproduktionen in Wien mit Horst Chmela und Mandy von den Bambis folgten. Nach sechs Jahren als Hauptschullehrer an der Musikhauptschule Wiener Neustadt und der Leitung eines Jugendchores in Bad Fischau versuchte er 1997 eine Solokarriere als Julian Bach, die aber scheiterte. Gleichzeitig nutzte er aber die Chance, sich beim damals marktführenden Label KOCH International als Arrangeur und Komponist hochzuarbeiten. Zierhofer betreibt seit 2002 sein eigenes Tonstudio, das Label und den Musikverlag Stella Musica in Wiener Neustadt. Seit 1992 ist er Tanja Skof verheiratet. Das Paar hat vier Kinder.
Christian Zierhofer komponierte über 400 volkstümliche Schlagertitel. Zu den bekanntesten zählen Zieh dich an und geh, Du warst der geilste Fehler meines Lebens, Amore Vero, Navalava Tsu Tsu für die Nockis, und Männertraum für Jazz Gitti. Darüber hinaus schuf Zierhofer Kompositionen für Werbung und schrieb u. a. die Signations für die ORF-Produktionen Schlagerkarusell und Stars in Gastein. Als Komponist war er mehrmals beim Grand Prix der Volksmusik erfolgreich: 2002 Ich hör Chopin (Maxi Arland) – Sieg der Deutschen Vorausscheidung in Erfurt, 2005 Schau nicht weg, wir sind die Zukunft (Nina Stern) und den Zillertaler Haderlumpen 3. Platz im Finale in Zürich. Weitere Singles für Andy Borg (San Amore), Marc Pircher im Duett mit Claudia Jung (Das Buch der Liebe) und Der Planet der Lieder für die (Kastelruther Spatzen).
2002 begleitete er Francine Jordi als Produzent und Chorsänger zum Eurovision Song Contest nach Tallinn und belegte für die Schweiz den 22. Platz. Daraufhin folgten zwei nationale Tourneen der Künstlerin, die er als musikalischer Leiter betreute.
Es folgten Arbeiten mit Karel Gott, G.G. Anderson, Marianne & Michael, Carl Peyer, Belsy & Florian Fesl, Oswald Sattler und Die Paldauer. 2013 produzierte Zierhofer den von Nino de Angelo für Allessa komponierten Song Tene vai im Duett mit Bernhard Brink. Im Film Schlagerstar agiert Zierhofer als Produzent von Marc Pircher. Das dokumentarische Roadmovie aus Österreich von Marco Antoniazzi und Gregor Stadlober erhielt 2013 den Publikumspreis der Diagonale. 2015 wurde er für den Amadeus Austrian Music Award in der Kategorie „Songwriter des Jahres“ mit Du warst der geilste Fehler meines Lebens (Nockalm Quintett) mit Texterin Dagmar Obernosterer nominiert. 2019 ist er Teil der ORF-Produktion Schlager, Glück & heile Welt – Settele muss auf die Bühne! aus der Reihe Dok 1 mit Hanno Settele auf ORF 1, in der sich der Moderator als Sänger versucht und die österreichische Schlagerwelt kennenlernt. 2020 produzierte Zierhofer den Benefiz-Song Zamhoidn im Rahmen des Projektes NÖ Allstars  mit bekannten Künstlern: Alexander Goebel, Andy Baum, Birgit Denk, David Blabensteiner, Erwin Bros, Gary Lux, Günter "Mo" Mokesch, Jazz Gitti, Mini & Claus, Monika Ballwein, Otto Jaus, Simone Stelzer, Tini Kainrath und Willi Dussmann. Der Reinerlös kam der Aktion Licht ins Dunkel zugute. 2021 begann auch eine Zusammenarbeit mit Joesi Prokopetz mit der Single Da macht ma, da tuat ma. 2024 folgt die Single "Total auf Kurs" mit der Dancing Stars Siegerin Missy May.
Die von ihm als Musikproduzent und Arrangeur betreuten Künstler erhielten bis zum Jahre 2024 über 100 Gold- und Platin-Auszeichnungen, darunter Andy Borg, Marc Pircher, Kastelruther Spatzen, Nockalm Quintett, Monika Martin, Die Ladiner, Sigrid & Marina, Jazz Gitti und Udo Wenders.